# Missão Velha
Missão Velha is een gemeente in de Braziliaanse deelstaat Ceará. De gemeente telt 35.135 inwoners (schatting 2009).
De gemeente grenst aan Aurora, Caririaçu, Milagres, Abaiara, Brejo Santo, Porteiras, Jardim, Juazeiro do Norte en Barbalha.